# WWV (Вагнер)
Индекс Вагнерових дела, познатији под скраћеницом WWV, представља списак, начињен након композиторове смрти, свих 113 уметничких дела Рихарда Вагнера. Списак обухвата драмска, музичка, музичко-драмска и слична дела, али не и његове бројне есеје. Ову компилацију су направили музиколози Џон Детриџ, Мартин Гек и Егон Вос.

## Индекс
- WWV 1 „Леубалд“
- WWV 2 Клавирска соната у де-молу
- WWV 3 Арија
- WWV 4 Гудачки квартет у де-дуру
- WWV 5 Соната у еф-дуру
- WWV 6 „Овчарска опера“
- WWV 7 Песме
- WWV 8 Арија за сопран и оркестар
- WWV 9 Клавирска прерада Бетовенове Девете симфоније
- WWV 10 Увертира у бе-дуру
- WWV 11 Пољска увертира
- WWV 12 Увертира за Шилерову „Невесту из Месине“
- WWV 13 Фрагмент оркестарског дела у е-молу
- WWV 14 Увертира у це-дуру
- WWV 15 Седам композиција на Гетеовог „Фауста“
- WWV 16 Клавирска соната у бе-дуру за четири руке
- WWV 17 Увертира ес-дур
- WWV 18 Клавирска прерада Хајднове 103. симфоније
- WWV 19A Студијска фуга „Dein ist das Reich“
- WWV 19B Дупла фуга
- WWV 20 Концертна увертира бр. 1 у де-молу
- WWV 21 Клавирска соната у бе-дуру, оп. 1
- WWV 22 Фантазија фис-мол
- WWV 23A Полонеза за клавир
- WWV 23B Полонеза за клавир (4 руке)
- WWV 24 Увертира у е-молу и позоришна музика за Раупаховог „Краља Енција“
- WWV 25 „Entreacte tragique“ бр. 1 у де-дуру (фрагмент)
- WWV 26 Велика соната у а-дуру
- WWV 27 Концертна увертира бр. 2 у це-дуру
- WWV 28 Сцена и арија за сопран и оркестар
- WWV 29 Симфонија у це-дуру
- WWV 30 „Glockentöne“ („Abendglocken“)
- WWV 31 „Венчање“
- WWV 32 „Виле“
- WWV 33 Арија бр. 15 (Обри) „Wie ein schöner Frühlingsmorgen“ из опере „Вампир“ од Хајнриха са новим алегром „Doch jetzt, wohin ich blicke, umgibt mich Schreckensnacht“
- WWV 34 Инструментација каватине из Белинијевог „Пирата“
- WWV 35 Симфонија у е-дуру
- WWV 36 Музика за представу „При доласку Нове године 1835.“
- WWV 37 Увертира за историјску драму „Колумбо“ од Гида Теодора Апела
- WWV 38 „Забрана љубави“
- WWV 39 „Полонија увертира“ у це-дуру
- WWV 40 „Висока млада“
- WWV 41 Позоришна музика за представу „Последњи прогон неверника у Пруској или Немачки витешки ред у Кенигсбергу“ од Ј. Сингера, скица
- WWV 42 „Rule Britannia“. Увертира у де-дуру
- WWV 43 „Sanfte Wehmut will sich regen“. Арија за бас и оркестар. Извод из опере „Мари, Макс и Михел“ од Карла Блума
- WWV 44 Народна химна „Николај“
- WWV 45 Бас арија из „Швајцарске породице“
- WWV 46B Ђакомо Мајербер: „Robert le diable“ бр. 18 (C) каватина и реоркестрација
- WWV 46C Карл Марија фон Вебер: „Еуријанта“ бр. 18 ловачки хор и реоркестрација
- WWV 46D Фроментал Халеви: „Le Guitarrero“ за различите инструменте
- WWV 46E Аранжман Халевијеве „La Reine de Chypre“
- WWV 46F Данијел-Франсоа-Еспри Обер:„ Zanetta ou Jouer avec le feu“, аранжман за флауту и гудачки терцет, Свите бр. 1 и 2
- WWV 47 Ђоакино Росини: „Les Soirées musicales“, бр. 12 Дует "Li Marinari", инструментација
- WWV 48 „Мушкарци лукавији од жена, или Радосна породица медведа“
- WWV 49 „Ријенци“
- WWV 50 „Јелка“
- WWV 51 Песма на гробу Јулијеса фон Холтаја
- WWV 52 „Norma il predisse, o Druidi“, арија за бас, мушки хор и оркестар из опере „Норма“ од Винћенца Белинија
- WWV 53 „Dors mont enfant“
- WWV 54 „Extase“ (фрагмент)
- WWV 55 „Attente“
- WWV 56 „La tombe dit à rose“ (фрагмент)
- WWV 57 „Mignonne“
- WWV 58 „Tout n'est qu'images fugitives“ (Супер)
- WWV 59 „Фауст симфонија“, први став (касније преименовано у прву верзију „Фауст увертире“)
- WWV 59 „Фауст увертира“, друга верзија
- WWV 60 „Les deux grenadiers“
- WWV 61 „Adieux de Marie Stuart“
- WWV 62B Преписи из опере Гаетана Доницетија у четири чина „Фавориткиња“
- WWV 62C Анри Херц: „Grande Fantaisie sur La Romanesca fameux air de danse du XVI siècle“ оп. 111. Препис за клавир (4 руке)
- WWV 62E Преписи опере Фроментала Халевија у пет чинова „La Reine de Chypre“
- WWV 63 „Холанђанин луталица“
- WWV 64 Страница за албум Ернста Бенедикта Кица: „Песма без речи“
- WWV 65 „Descendons gaiement la courtille“. Додатак у водвиљ-балет-пантомиму „La descente de la courtille“ од Т. Марион Димерсана и Ш.-Дезире Депитија за хор и оркестар
- WWV 66 „Сараценка“
- WWV 67 „Фалунски рудници“
- WWV 68 Свечана песма „Дан свиће“
- WWV 68A/B Свечана песма за откривање споменика Фридриху Августу
- WWV 69 „Тајна вечера апостола“
- WWV 70 „Танхојзер“
- WWV 70 Композиторов клавирски препис
- WWV 71 „Његови верни поздрављају Фридриха Августа II од Саксоније“
- WWV 72 „На Веберовом гробу“
- WWV 73 Погребна музика
- WWV 74 Оркестрација Спонтинијеве „Весталке“
- WWV 75 „Лоенгрин“
- WWV 76 „Фридрих I“
- WWV 77 Преписи трагичне опере у три чина Кристофа Вилибалда Глука „Ифигенија на Аулиди“
- WWV 78 Симфоније
- WWV 79 Ђовани Пјерлуиђи да Палестрина: "Stabat mater". Препис
- WWV 80 „Исус Назарећанин“
- WWV 81 „Ахил“
- WWV 82 „Ковач Виланд“
- WWV 83 Препис Моцартовог „Дон Жуана“
- WWV 84 Полка
- WWV 85 Соната за албум госпође М. В.
- WWV 86A „Рајнско злато“
- WWV 86B „Валкира“
- WWV 86C „Зигфрид“
- WWV 86D „Сумрак богова“
- WWV 87 Концертни завршетак увертире Глукове „Ифигеније на Аулиди“
- WWV 88 „Циришки вољени валцер“
- WWV 89 „Победници“
- WWV 90 „Тристан и Изолда“
- WWV 91 „Везендонк песме“
- WWV 91B „Снови“. Верзија за виолину и оркестар
- WWV 92 „То је свакако Божја воља“
- WWV 93 „Такозване теме“
- WWV 94 „Страница за албум кнегиње Метерних“
- WWV 95 „Долазак код црних лабудова“
- WWV 96 „Мајстори певачи из Нирнберга“
- WWV 97 „Свечани марш“. Препис за блех музику
- WWV 98 „Такозване теме“
- WWV 99 „Лутерово венчање“
- WWV 100 „Комедија у једном чину“
- WWV 101 „Крилатица за немачке ватрогасце“
- WWV 102 „Капитулација: Комедија на антички начин“
- WWV 103 Зигфридова идила
- WWV 104 „Царски Марш“
- WWV 105 Мање композиције песама
- WWV 106 „Дечји катехизам за Козелов рођендан“
- WWV 107 „Такозване теме“
- WWV 108 „Страница за албум госпође Бети Шот“
- WWV 109 Аранжман валцера „Вина, жена и песме“ од Јохана Штрауса
- WWV 110 „Амерички стогодишњи марш“
- WWV 111 „Парсифал“
- WWV 112 Мање композиције песама
- WWV 113 Мање композиције песама